# 法律改革及國際法事務局
法律改革及國際法事務局（縮寫DSRJDI）是澳門特別行政區一個已撤銷的政府部門，負責協助政府統籌立法計劃的制定並監督其執行，檢討並草擬重大法典及主要法律制度，以及進行國際法事務方面的工作。前身為法律改革辦公室及國際法事務辦公室，自2016年1月1日起合併至法務局。

## 組織法例
- 第22/2010號行政法規（2010年12月21日《澳門特別行政區公報》）法律改革及國際法事務局的組織及運作。

## 職責
- 協助政府統籌立法計劃的制定並監督其執行；
- 聯繫及協調參與法規草擬工作的各公共部門及實體；
- 檢討並草擬重大法典、主要法律制度及其他重要法規；
- 就國際法事務以及國際及區際司法協助提供法律技術輔助；
- 就澳門特別行政區法制的完善進行研究及提出建議；
- 設立並管理法律人員資料庫；
- 執行法律所賦予的其他職責。

| 前任： · 澳門特別行政區法律改革辦公室 · 及 · 澳門特別行政區國際法事務辦公室 | 澳門特別行政區法律改革及國際法事務局 · 2010年12月21日—2016年1月1日 | 繼任： · 澳門特別行政區法務局 |